# Kepler-70
Kepler-70, precedentemente conosciuta come KOI-55, è una stella situata nella costellazione del Cigno, che si trova a circa 3850 anni luce di distanza dal sistema solare. Si tratta di una stella subnana di tipo B, che circa 18 milioni di anni fa attraversò lo stadio di gigante rossa, e che nell'era attuale sta fondendo elio nel suo nucleo.
Nel dicembre del 2011, è stata annunciata la scoperta di due pianeti extrasolari orbitanti attorno ad essa: si tratta di oggetti compatti rilevati dal riflesso della luce stellare che essi emettono, che causano una variazione di luminosità della stella durante il loro transito.
Studi successivi hanno però messo in dubbio l'esistenza dei due pianeti, suggerendo che i segnali riscontrati sono probabilmente dovuti alle pulsazioni della stella.

## Sistema planetario
I due pianeti, Kepler-70 b e Kepler-70 c, orbitano molto in prossimità della stella, con periodi orbitali estremamente corti; il più vicino ha un periodo di appena 5,76 ore, il secondo periodo più corto conosciuto dopo quello di PSR J1719-1438 b, pianeta della pulsar PSR J1719-1438, che ha un periodo di 2,2 ore. Kepler-70 b è anche il più caldo e più denso pianeta conosciuto, con una temperatura superficiale di 7178 K e una densità di circa 64000 kg/m3.
Molto probabilmente, i due pianeti sopravvissero alla fase di gigante rossa della stella, durante la quale i pianeti si trovarono immersi negli strati più esterni della stella madre. Ciò che si osserva sono i densi nuclei di giganti gassosi evaporati durante la fase di gigante rossa di Kepler-70. I raggi dei due pianeti sono rispettivamente 0,75 e 0,86 raggi terrestri, mentre le masse sono di 4,45 e 0,67 volte quella della Terra.
Gli studi effettuati suggeriscono anche la presenza di un terzo oggetto, più piccolo, posto tra le orbite dei due pianeti. Tuttavia, la sua scoperta non è ancora stata confermata, al contrario è stata contestata anche la presenza dei primi due pianeti, che potrebbero non esistere.
Sotto, un prospetto del sistema del sistema Kepler-70.
| Pianeta       | Massa    | Raggio   | Periodo orb.  | Sem. maggiore | Scoperta |
| ------------- | -------- | -------- | ------------- | ------------- | -------- |
| Kepler-70 b * | 4,45 M⊕  | 0,759 R⊕ | 0,2401 giorni | 0,006 UA      | 2011     |
| Kepler-70 c * | 0,655 M⊕ | 0,867 R⊕ | 0,343 giorni  | 0,0076 UA     | 2011     |

* Non confermato